# ASIC (linguagem de programação)
ASIC é um ambiente de programação (IDE) para linguagem derivada do BASIC, para a qual existem poucas informações. Foi desenvolvida, antes de 1990, para ambientes MS-DOS, por David Visti.
Implementava menos recursos de programação do que outros ambientes para Basic, como o GW Basic da Microsoft.
Seu desenvolvimento foi suspenso na versão 5.0. Seus arquivos podem ser legalmente baixados, por exemplo dos servidores da loja Programmers Heaven e de servidores Simtel Net.

## Características
ASIC é muito pobre em comparação com seus BASICs contemporâneos.

### Expressões
ASIC não tem o operador de exponenciação ^.
ASIC não tem operadores booleanos (AND, OR, NOT, etc.).

### Entrada e saída
Argumentos de PRINT devem ser um literal ou uma variável. PRINT não permite usar expressões combinadas como seus argumentos e não permite usar cadeias concatenadas com ; ou +.
Se um comando PRINT termina com ;, o próximo comando PRINT será retomada na posição onde ele foi detido, como se o seu argumento foi acrescentado para o argumento do comando PRINT atual.

LOCATE linha, coluna
Move o cursor de texto na posição (coluna, linha), onde 0 ≤ coluna e 0 ≤ linha. A posição (0, 0) é o canto superior esquerdo.

### Gráficos
PSET (linha, coluna), cor
Ligue o pixel da cor cor para a posição (coluna, linha), onde 0 ≤ coluna e 0 ≤ linha. A posição (0, 0) é o canto superior esquerdo.

### Estruturas de controle

#### Decisões
Uma condição booleana em IF pode ser apenas uma comparação de cadeias de caracteres ou os números, mas não uma comparação das expressões combinadas.

#### Loops
Em FOR, após TO só pode haver um número - literal ou variável - mas não uma expressão combinada. A cláusula STEP não existe em ASIC.

## Utilitário BAS2ASI
Este utilitário, que é usado para converter programas GW-BASIC sintaxe ASIC, na versão 5.0 não suporta alguns recursos do GW-BASIC. Exemplos:
STEP para a estrutura de repetição FOR não é convertido. O programa
```
10
 
FOR
 
i
=
10
 
TO
 
1
 
STEP
 
-1
 

20
 
PRINT
 
i

30
 
NEXT
 
i

```

é convertido em
```
	
REM
 
10
 
FOR
 
i
=
10
 
TO
 
1
 
STEP
 
-1
 

	
FOR
 
I@
 
=
 
10
 
TO
 
1
 

		
ASIC0@
 
=
 
-1
 
-1
 

		
I@
 
=
 
I@
 
+
 
ASIC0@
 

		

		
REM
 
20
 
PRINT
 
i

		
PRINT
 
I@
 

		

		
REM
 
30
 
NEXT
 
i
		
REM
 
30
 
NEXT
 
i
		
3
:
  
Syntax
 
error

```

O operador de exponenciação (^) não é convertido. O programa
```
10
 
a
=
2

20
 
b
=
a
^
10

30
 
PRINT
 
b

```

é convertido em
```
	
REM
 
10
 
a
=
2

L10:
 

	
A@
 
=
 
2
 

	

	
REM
 
20
 
b
=
a
^
10

	
2
:
  
Syntax
 
error
 

	
REM
 
30
 
PRINT
 
b
	
REM
 
30
 
PRINT
 
b
	
3
:
  
Syntax
 
error

```